# Bodies
«Bodies» —en español: «Cuerpos»— es el primer sencillo del cantante británico Robbie Williams de su octavo álbum Reality Killed The Video Star que fue lanzado el 12 de octubre de 2009 por EMI. El 4 de septiembre desde la radio "BBC 1" a las 8 a. m. (hora UK), se dio a escuchar su nuevo tema, Bodies, lo cual después se escuchó en la BBC 2. Después en la web oficial se muestra un detrás de escena y el tema de la canción Bodies.

## Video musical
El videoclip de "Bodies" fue grabado en el Desierto de Mojave. El 4 de septiembre del mismo año, en la web oficial se mostró un preview de 30 segundos del video, y el 9 de septiembre se mostró el video completo, oficialmente, desde su web.

## Críticas
Popjustice llama la canción "Es una confianza, un regreso digno, solo, con un coro grande" y comentó que la canción es "mejor que: Let Me Entertain You, tan bueno como Rock DJ, y no tan buena como Feel. Y agregó que: "Bodies no es el sencillo de la vuelta de Robbie, es el sencillo de Robbie más importante desde Angels y obviamente hay una cierta cantidad de la marca de la reconstrucción necesaria. Pero tampoco es un regreso único que intenta pretender que los últimos tres años no han transcurrido. "Bodies" suena como Robbie y Trevor Horn: saca lo mejor de cada uno - en este caso "los mejores" que equivale a una gran remontada, a partir del regreso de la mejor estrella del pop británico masculino ".

## Formatos
Sencillos:
| Sencillo | Formato   | Temas | Editora Promocional |
| -------- | --------- | --- | ------------------- |
| Bodies   | CD        | 1. Bodies (4.04) 2. Bodies (Body Double Remix) (6.13) 3. Bodies (Fred Falke Remix) (6:52) | Virgin              |
| Bodies   | CD Promo  | 1. Bodies (4.04) 2. Bodies (Instrumental) (4.04) | Virgin              |
| Bodies   | CD-Single | 1. Bodies (4.04) 2. Bodies (Body Double Remix) | Virgin              |
| Bodies   | CD-Single | 1. Aeroplane Mix (06:43) | Virgin              |
| Bodies   | CD-Single | 1.Cahill radio Edit (03.39) 2.Cahil Refix (06.27) 3.Cahill Instrumental (06.27) | Virgin              |
| Bodies   | CD-Single | 1.Fred Falke remix (07.39) 2.Fred Falke Instrumental (07.39) | Virgin              |
| Bodies   | CD-Single | 1. Bodies (4.04) | Virgin              |
| Bodies   | CD-Promo  | 1. Cahill Refix Vocal (6:30) 2. Cahill Refix Dub (6:27) 3. Cahill Refix Edit (3:42) 4. Fred Falke Exteded Remix (7:37) 5. Fred Falke Vocal (8:52) 6. Fred Falke Dub (7:37) 7. Fred Falke Edit (3:41) 8. Original Edit | Astralwerks         |

## Certificaciones
| País        | Organismo certificador | Certificación    | Ref.   |
| ----------- | ---------------------- | ---------------- | ------ |
| Alemania    | BVMI                   | Disco de Oro     | [ 7 ]  |
| Australia   | ARIA                   | Disco de Oro     | [ 8 ]  |
| Italia      | FIMI                   | Disco de Platino | [ 9 ]  |
| Reino Unido | BPI                    | Disco de Plata   | [ 10 ] |
| Suiza       | IFPI Suiza             | Disco de Platino | [ 11 ] |